# Муслиманско братство
Муслиманска браћа, познати и као Друштво муслиманске браће или Муслиманско братство (арап. الإخوان المسلمون), назив је за исламистичку организацију.

## Организација
Муслиманска браћа су распрострањена широм света и имала су утицај на многе политичке и религијске организације на Блиском истоку. Иако често посматране као огранци глобалног братства, оне су структурално подељене, премда повезане заједничком идеологијом политичног ислама и добром међусобном сарадњом.

## Идеологија
Муслиманска браћа пропагирају стварање исламске владе, верујући да је Бог у Курану одредио савршен начин живота и социјалне организације (као што и слоган братства каже „Куран је наш устав“). Братство изражава своју интерпретацију ислама кроз стриктно религијски приступ социјалним питањима као што је улога жене у друштву и такође верује да ислам подстиче људе да теже социјалној правди, искорењивању сиромаштва и корупције, и политичким слободама које гарантује исламска држава. Братство се увек противило и наставља жестоко да се противи свим облицима колонијализма, и било је важан фактор у борби против западне војне и економске доминације у Египту и осталим муслиманским државама током 20. века. Циљ братства који је зацртао његов оснивач Хасан ел Бана је доктрина повратка исламске очигледне судбине; царство, основано у 7. веку, које се простирало од Шпаније до Индонезије.

## Утицај у исламском свету
Браћа су један он најутицајнијих покрета у исламском свету, посебно у арапском свету. Прво муслиманско братство основано је у Египту 1928, и Египат се још увек сматра центром покрета; генерално је слабије у Магребу или северној Африци него је то случај са арапским светом. Огранци братства формирају главну опозицију владама у неколико исламских земаља арапског света, као што је Египат, Сирија и Јордан, и политички је активно у готово свакој муслиманској држави. Убрзо улази у сукоб са секуларним режимима који своју идеологију темеље на панарапском национализму и тај ће сукоб у Египту кулминирати убиством председника Анвара ел Садата (1979). Повод том атентату било је потписивање мировног споразума у Кемп Дејвиду између Израела и Египта. Ускоро се сличан сценарио поновио и у Сирији где је 1982. године покушан атентат на сиријског председника Хафиза ел Асада, али атентат није успео. У накнадним сукобима и акцијама сиријских безбедносних снага убијене су хиљаде људи. Најкрвавија епизода био је масакр у Хами у којем је убијено између 10.000 и 25.000 становника тог сиријског града.
Покрет ужива огромну популарност у многим муслиманским земљама, и где је то легално могуће, често управља важном мрежом исламске помоћи, што им гарантује јаку подршку међу муслиманима слабијег имовинског стања. Међутим, већина земаља у којима је братство активно, управљана је недемократским режимима. Као последица, покрет је забрањен у неколико арапских нација, а недостатак демократског система спречава га од стицања власти путем демократских избора. За ситуације војне окупације, и палестински огранак, Хамас, Братство тежи отпору Израелу, у којем је често користио бомбашке нападе и сличне методе које циљају израелске војне и цивилне ресурсе; што је резултовало карактерисањем Хамаса као терористичког покрета од стране влада САД и појединих европских држава.
Велики број присталица муслиманског братства је отишао у Авганистан у рат против СССР-а. Један од најистакнутијих чланова муслиманског братства који је отишао у Авганистан био је Ајман ел Завахри. Тамо је упознао Осаму бин Ладена с којим је основао организацију која је постала заметак данашње Ал Каиде.
Муслиманско братство финансирају њени чланови, поготово они богатији у на пример Саудијској Арабији.

## Муслиманска браћа у југоисточној Европи
Везе појединаца из Босне и Херцеговине са  „Муслиманским братством“ датирају још из 40их  година 20. века. Тада је у Босни оснивана група ''Млади муслимани''.
ГЛОБСЕК, светски позната међународна организација, у оквиру пројекта за борбу против екстремизма истражило је током 2020. године присуство  „Муслиманске браће“ у пет земаља: Пољска, Чешка, БиХ, Србија и Северна Македонија. У закључку истраживања je наведено "да ова организација није директно повезана с радикализацијом или екстремизмом нити неким политичким покретом или странком у БиХ", али да се „сага о присуству 'Муслиманске браће' у БиХ наставила с оснивањем Странке демократске акције (СДА)“. Након смрти оснивача СДА, Алије Изетбеговића, странку је преузео његов син Бакир, ако и везе са „Муслиманском браћом“, иако је повезаност с том организацијом често негирана, посебно, од стране „Младих муслимана“, који су, наводе, да су само у својим почецима долазили у контакте с различитим појединцима који су били дио исламског буђења. Наведено је да је 2014. године Бакир Изетбеговић у Председништву БиХ дочекао делегацију „Муслиманске браће“. Са сусрета је сачувана фотографија где Бакир Изетбеговић користи симбол „Рабиа“, познати гест „Муслиманске браће“.
Београдски лист „Политика“ је 2016. године објавио чланак под насловом „Бакир Изетбеговић под лупом америчких тајних служби“. У чланку „Политике“ тврди се да су Бакира Изетбеговића везе с вођама „Муслиманске браће“ ставиле под надзор америчке владе.
2013. године идеолог “Муслиманске браће” Јусуф ел-Kардави био је присутан на једној од конференција, заједно с Бакиром Изетбеговићем.
ГЛОБСЕК је у свом истраживању нашао везу невладиних организација АKОС и „Удружење за културу и образовање“ (АKЕА), а која је деловала на Косову и Метохији као организација повезана с „Муслиманском браћом“.